# GUGB
Główny Zarząd Bezpieczeństwa Państwowego Ludowego Komisariatu Spraw Wewnętrznych ZSRR, GUGB NKWD SSSR, GUGB (ros.) Главное управление государственной безопасности НКВД СССР, ГУГБ НКВД СССР – struktura instytucjonalna bezpieczeństwa państwowego ZSRR w latach 1934–1941.
Działał jako kontynuacja OGPU (Zjednoczonego Państwowego Zarządu Politycznego) w strukturze NKWD ZSRR (Ludowego Komisariatu Spraw Wewnętrznych ZSRR) od 10 lipca 1934 do 28 marca 1938 i od 23 września 1938 do 3 lutego 1941, gdy został przekształcony w NKGB ZSRR (Ludowy Komisariat Bezpieczeństwa Państwowego ZSRR).

## Utworzenie i zadania GUGB NKWD
Istniejący od 1923 roku OGPU przy Radzie Komisarzy Ludowych ZSRR 10 lipca 1934 rozkazem nr 1 komisarza ludowego spraw wewnętrznych Gienricha Jagody został po przemianowaniu na Główny Zarząd Bezpieczeństwa Państwowego włączony jako jedna ze struktur NKWD Związku Socjalistycznych Republik Radzieckich.
Głównymi zadaniami postawionymi przed GUGB na 1935 rok, były:
- ochrona działaczy partii i rządu szczebla centralnego i terenowego oraz Józefa Stalina;
- nadzór nad polityczną „prawomyślnością” społeczeństwa radzieckiego.
- penetracja i likwidacja partii antysowieckich i organizacji kontrrewolucyjnych za pomocą takich działań jak rewizje, zatrzymania i inne działania, używanie techniki operacyjnej jak podsłuchy telefoniczne i inne;
- osłona kontrwywiadowcza Armii Czerwonej i wojskowych instytucji centralnych oraz związków taktycznych;
- walka ze szpiegostwem, dywersją i aktami terrorystycznymi organizowanymi przez obce służby specjalne na terenie ZSRR;
- prowadzenie pracy wywiadowczej za granicą ZSRR;
- zabezpieczenie łączności szyfrowej oraz prace badawcze w dziedzinie kryptografii i kryptoanalizy, tworzenie własnych i łamanie obcych szyfrów;
- zabezpieczenie i prowadzenie systemu więziennego oraz transportu drogowego i wodnego, prowadzenie ewidencji kadrowej LKSW;
- przeprowadzanie śledztw specjalnych na zlecenie sekretariatu naczelnika GZBP i prowadzenie śledztw w przypadkach wykroczeń dyscyplinarnych lub kryminalnych funkcjonariuszy GZBP.

## Komórki operacyjne GUGB
GUGB pod względem wyspecjalizowanych komórek był kopią OGPU (Zjednoczonego Państwowego Zarządu Politycznego).
Najistotniejsze i najważniejsze dla funkcjonowania tajnych służb komórki (Wydziały: Polityczny, Specjalny, Kontrwywiadowczy i Zagraniczny), które miały istotny wpływ na działalność GZBP zostały sformowane już w latach 1918–1920, choć nie działały samodzielnie.
Na polecenie Stalina Centralny Komitet Wykonawczy ZSRR i Rada Komisarzy Ludowych ZSRR podjęły 15 grudnia 1930 roku decyzję o całkowitym rozwiązaniu Ludowego Komisariatu Spraw Wewnętrznych RFSRR (NKWD RFSRR) oraz jego terenowych organów i przekazaniu całości problematyki administracyjnej, milicyjnej, milicyjnych zakładów śledczych i karnych do kompetencji OGPU przy Radzie Komisarzy Ludowych i jego terenowych komórek tj. Pełnomocnych Przedstawicielstw. Podczas tej zmiany zlikwidowano także Tajny Zarząd Operacyjny, a podległe mu komórki wymienione powyżej uzyskały samodzielność i tak weszły do nowo powstałego GUGB NKWD.
Samodzielność, jaką posiadały, pozwoliły na większą i szybszą działalność w podejmowaniu decyzji bez wchodzenia w ogromną partyjną machinę biurokratyczną i dublujących się sekretariatach Ludowego Komisariatu Spraw Wewnętrznych.

## Struktura GUGB

### 1 stycznia 1935[2][3]
- Ludowy komisarz spraw wewnętrznych (NKWD) Gienrich Jagoda;
  - I zastępca komisarza spraw wewnętrznych Jakow Agranow (nadzór nad GUGB).

Etatowo 1410 ludzi.
- Wydział Operacyjny: ochrona kierownictwa partyjnego i rządowego, przeprowadzanie aresztowań, rewizji, nadzór; etat 293 osoby, szef Karl Pauker;
- Wydział Specjalny: szyfraż i deszyfraż, ochrona tajemnicy w instytucjach centralnych; etat 100 osób, szef Gleb Bokij;
- Wydział Ekonomiczny: walka z dywersją i sabotażem w gospodarce; etat 225 osób, szef Lew Mironow;
- Wydział Specjalny: kontrwywiad i walka z wrogimi działaniami w armii i flocie; etat 255 osób, szef Mark Gaj;
- Tajny Wydział Polityczny: walka z wrogimi partiami i elementami antyradzieckimi; etat 196 osób, szef Gieorgij Mołczanow;
- Wydział Zagraniczny: wywiad zagraniczny; etat 81 osób, szef Artur Artuzow;
- Wydział Transportowy: zwalczanie dywersji i sabotażu w transporcie; etat 153 osoby, szef Władimir Kiszkin;
- Wydział Ewidencyjno-Statystyczny: ewidencja operacyjna, statystyka, archiwa; etat 107 osób, szef Jakow Gienkin;
- Wydział Kadr, (Jakow Wejnsztok).

Kierownictwu podporządkowana była również:
- Jednostka Śledcza.

### 25 grudnia 1936[2]
- Wydział Ochrony Przywódców Partii i Rządu: → Wydział 1 (Karl Pauker);
- Wydział Operacyjny: → Wydział 2 (Nikołaj Nikołajew-Żurid);
- Wydział Kontrwywiadowczy: → Wydział 3 (Lew Mironow);
- Tajny Wydział Polityczny: → Wydział 4 (Władimir Kurski);
- Wydział Specjalny: → Wydział 5 (Izrail Leplewski);
- Wydział Transportu i Łączności (wcześniej Wydział Transportowy): → Wydział 6 (Aleksandr Szanin);
- Wydział Zagraniczny: → Wydział 7 (Abram Słucki);
- Wydział Ewidencji i Rejestracji (wcześniej Wydział Ewidencyjno-Statystyczny): → Wydział 8 (Władimir Cesarski);
- Wydział Specjalny (szyfrów): → Wydział 9 (Gleb Bokij);
- Wydział Więzienny: → Wydział 10 (Jakow Wejnsztok).

### 1 stycznia 1938[2]
- Wydział 1 (Ochrony Przywódców Partii i Rządu) (Izrail Dagin);
- Wydział 2 (Operacyjny) (Ans Zalpēters);
- Wydział 3 (Kontrwywiadowczy) (Aleksandr Minajew-Cikanowski);
- Wydział 4 (Tajny Polityczny) (Michaił Litwin);
- Wydział 5 (Specjalny) (Nikołaj Nikołajew-Żurid);
- Wydział 6 (Transportowy)(Michaił Wołkow);
- Wydział 7 (Zagraniczny) (Abram Słucki);
- Wydział 8 (Ewidencji i Rejestracji) (Władimir Cesarski);
- Wydział 9 (Specjalny) (Isaak Szapiro);
- Wydział 10 (Więzienny) (Jakow Wejnsztok);
- Wydział 11 (Transportu Wodnego) (Wiktor Jarcew);
- Wydział 12 (Techniki Operacyjnej) (Siemion Żukowski).

## Reorganizacja NKWD i likwidacja GUGB w marcu 1938
Rozwój struktury organizacyjnej NKWD ZSRR i podległych mu komórek operacyjnych, administracyjnych i wojsk NKWD oraz ogromnej machiny przymusowej pracy niewolniczej opartej na administracji obozowej (GUŁag), podzielonych na Zarządy Główne, zarządy i oddziały, charakteryzował się bardzo częstymi zmianami. Co roku dokonywano mniej lub bardziej istotnych zmian reorganizacyjnych.
Jedna z bardziej istotnych i ważnych zmian nastąpiła pod koniec marca (28) 1938 roku. Polegała ona na zlikwidowaniu Głównego Zarządu Bezpieczeństwa Państwowego i powołaniu trzech odrębnych Zarządów m.in.:
- I Zarząd NKWD ZSRR ds. Bezpieczeństwa Państwowego (Nazywany także Zarządem Bezpieczeństwa Państwowego);
- II Zarząd Oddziałów Specjalnych NKWD ZSRR ds. kontrwywiadu wojskowego; został utworzony na bazie 5 Oddziału GUGB NKWD ZSRR i jego personelu;
- III Zarząd NKWD ZSRR ds. Transportu i Łączności, utworzony z byłego 6 Oddziału GUGB NKWD „Transportowego oraz z 11 Oddziału GUGB NKWD, transportu wodnego.

Nowa struktura NKWD ZSRR została powołana zarządzeniem Biura Politycznego Komitetu Centralnego WKP(b) nr P60/7 z dnia 28 marca 1938 roku oraz rozkazem NKWD nr 00362 z dnia 9 kwietnia 1938 roku.

## Ponowne powołanie GUGB wrzesień 1938
Decyzją Biura Politycznego KC WKP(b) z dnia 23 września 1938 ponownie powołano Główny Zarząd Bezpieczeństwa Państwowego.

### Struktura 29 września 1938[4]
- Wydział 1 (Ochrony Przywódców Partii i Rządu);
- Wydział 2 (Tajny Polityczny));
- Wydział 3 (Kontrwywiadowczy);
- Wydział 4 (Specjalny Armii i Floty);
- Wydział 5 (Zagraniczny);
- Wydział 6 (rozpoznania formacji zmilitaryzowanych – milicji, straży pożarnej, komisariatów wojskowych i ochotniczych stowarzyszeń sportowych, zlikwidowany 28 grudnia 1938);
- Wydział 7 (Specjalny)

### 1 stycznia 1939[2]
- Wydział 1 (Ochrony Przywódców Partii i Rządu) (Nikołaj Własik);
- Wydział 2 (Tajny Polityczny) (Bogdan Kobułow);
- Wydział 3 (Kontrwywiadowczy) (Władimir Diekanozow);
- Wydział 4 (Specjalny) (Wiktor Boczkow);
- Wydział 5 (Zagraniczny) (Władimir Diekanozow);
- Wydział 7 (Specjalny) (Aleksandr Bałamutow).

## Stopnie w GUGB
Zgodnie z Postanowieniem Centralnego Komitetu Wykonawczego i Rady Komisarzy Ludowych ZSRR z 7 października 1935 «О specjalnych stopniach kierowniczych organów Głównego Zarządu Bezpieczeństwa Państwowego NKWD Związku SRR» wprowadzono stopnie:
- komisarz bezpieczeństwa państwowego I rangi;
- komisarz bezpieczeństwa państwowego II rangi;
- komisarz bezpieczeństwa państwowego III rangi;
- starszy major bezpieczeństwa państwowego;
- major bezpieczeństwa państwowego;
- kapitan bezpieczeństwa państwowego;
- starszy porucznik bezpieczeństwa państwowego;
- porucznik bezpieczeństwa państwowego;
- młodszy porucznik bezpieczeństwa państwowego;
- sierżant bezpieczeństwa państwowego.

Zgodnie z Postanowieniem Centralnego Komitetu Wykonawczego i Rady Komisarzy Ludowych ZSRR z 26 listopada 1935 «О przyznaniu tow. Jagodzie G. G. stopnia Generalnego Komisarza Bezpieczeństwa Państwowego» ustanowiono stopień generalnego komisarza bezpieczeństwa państwowego.

## Likwidacja GUGB i nowy komisariat
Na początku lutego 1941 roku w NKWD ZSRR doszło do dużej reorganizacji, m.in. 3 lutego ze struktur Głównego Zarządu Bezpieczeństwa Państwowego wyodrębniono pion kontrwywiadu wojskowego.
Na podstawie byłego 4 Wydziału (Specjalnego) GUGB powstały trzy odrębne piony zajmujące się kontrwywiadem wojskowym: III Zarząd Ludowego Komisariatu Obrony, który przejął największą część personelu byłego 4 Wydziału GUGB, III Zarząd Ludowego Komisariatu Marynarki Wojennej oraz III Wydział Ludowego Komisariatu Spraw Wewnętrznych pod kierownictwem Wiktora Abakumowa.
Z pozostałych wydziałów GUGB utworzono Ludowy Komisariat Bezpieczeństwa Państwowego ZSRR (NKGB), na którego czele stanął bliski współpracownik Berii Wsiewołod Mierkułow.

## Kierownictwo GUGB
Na czele Głównego Zarządu Bezpieczeństwa Państwowego stał ludowy komisarz spraw wewnętrznych (NKWD), następnie powstało stanowisko „nadzorującego” , na którym był komisarz bp I rangi Jakow Agranow, wieloletni funkcjonariusz organów bezpieczeństwa, na początku lat trzydziestych szef Gułagu, który był także pierwszym zastępcą ludowego komisarza spraw wewnętrznych. Stanowisko szefa GUGB powołano 29 grudnia 1936 roku.
- Gienrich Jagoda → (1934 – 1936) stopień podczas objęcia stanowiska – komisarz bezpieczeństwa państwowego I rangi;
- Jakow Agranow → (1935 – 29 grudnia 1939) nadzorujący;
- Jakow Agranow → (29 grudnia 1936 – 15 kwietnia 1937);
- Michaił Frinowski → (15 kwietnia 1937 – 28 marca 1938);
- Ławrientij Beria → (29 września 1938 – 17 grudnia 1938);
- Wsiewołod Mierkułow → (17 grudnia 1938 – 3 lutego 1941).

### Zastępcy szefa
- Władimir Diekanozow → (17 grudnia 1938 – 13 maja 1939);
- Bogdan Kobułow → (17 grudnia 1938 – 4 września 1939);
- Władimir Kurski → (17 kwietnia 1937 – czerwiec 1937);
- Wsiewołod Mierkułow → (29 września 1938 – 17 grudnia 1938);
- Wasilij Siergijenko → ?
- Iwan Sierow → (29 lipca 1937 – 2 września 1939).

### Szefowie Wydziału Kontrwywiadowczego
- Lew Mironow (28 listopada 1936 – 14 czerwca 1937);
- Władimir Kurski (14 czerwca 1937 – 8 lipca 1937);
- Aleksandr Minajew-Cikanowski [p.o] 8 lipca 1937 – 28 marca 1938);
- Nikołaj Nikołajew-Żurid (29 września – 25 października 1938);
- Wsiewołod Mierkułow (26 października – 17 grudnia 1938);
- Władimir Diekanozow (17 grudnia 1938 – 13 maja 1939).